# 邦德拉沃利讷
邦德拉沃利讷（法語：Ban-de-Laveline，法語發音：[bɑ̃ də lavlin] ⓘ）是法国大東部大區孚日省的一个市镇，属于孚日圣迪耶区。

## 地理
邦德拉沃利讷（48°14'39"N, 7°3'54"E）面积26.45 平方千米，位于法国大東部大區孚日省，该省份为法国东北部内陆省份，北起默兹省和默尔特-摩泽尔省，西接上马恩省，南至上索恩省和贝尔福地区省，东临上莱茵省和下莱茵省。
与邦德拉沃利讷接壤的市镇（或旧市镇、城区）包括：贝尔特里穆捷、拉沃、圣玛丽欧米讷、宽什、拉克鲁瓦欧米讷、热曼古特。

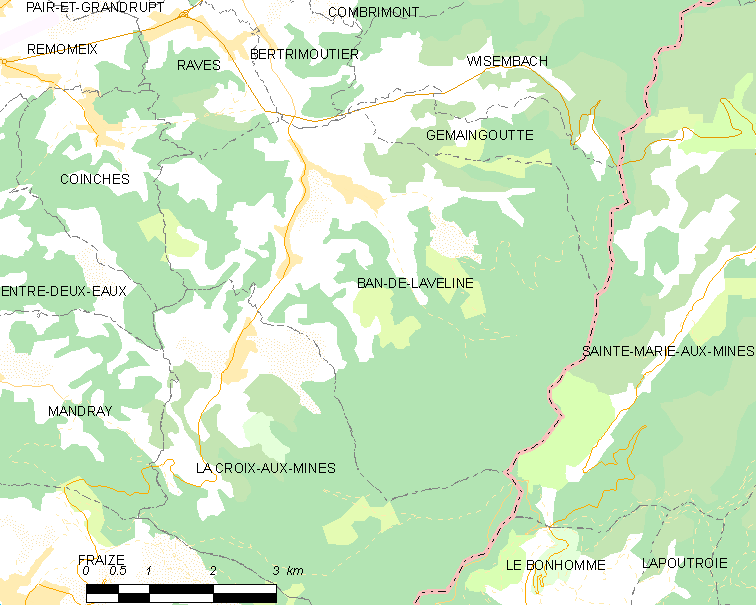
邦德拉沃利讷的OSM定位图

邦德拉沃利讷的时区为UTC+01:00、UTC+02:00（夏令时）。

## 行政
邦德拉沃利讷的邮政编码为88520，INSEE市镇编码为88032。

## 政治
邦德拉沃利讷所属的省级选区为孚日圣迪耶第二县。

## 人口

1962-2008年间邦德拉沃利讷人口变化图示

邦德拉沃利讷于2022年1月1日时的人口数量为1163人。